# Accotoir
 (avril 2020).
Si vous disposez d'ouvrages ou d'articles de référence ou si vous connaissez des sites web de qualité traitant du thème abordé ici, merci de compléter l'article en donnant les références utiles à sa vérifiabilité et en les liant à la section « Notes et références ».

Accotoirs sur un siège.

Les accotoirs sont les bras horizontaux disposés de part et d'autre d'un siège et encadrant ce dernier. On peut en effet y reposer les coudes et les avant-bras lorsqu'on est assis sur le siège en question, qui prend généralement, dans ce cas, le nom de « fauteuil ».  La partie qui s'avance sur le devant est appelée tète d'accotoir; le centre, quand il est rembourré et garni d'étoffe, prend le nom de manchette. l'accotoir est relié au dossier par un tenon.
Actuellement, mis à part les professionnels, le grand public utilise le plus souvent erronément le terme « accoudoir ».

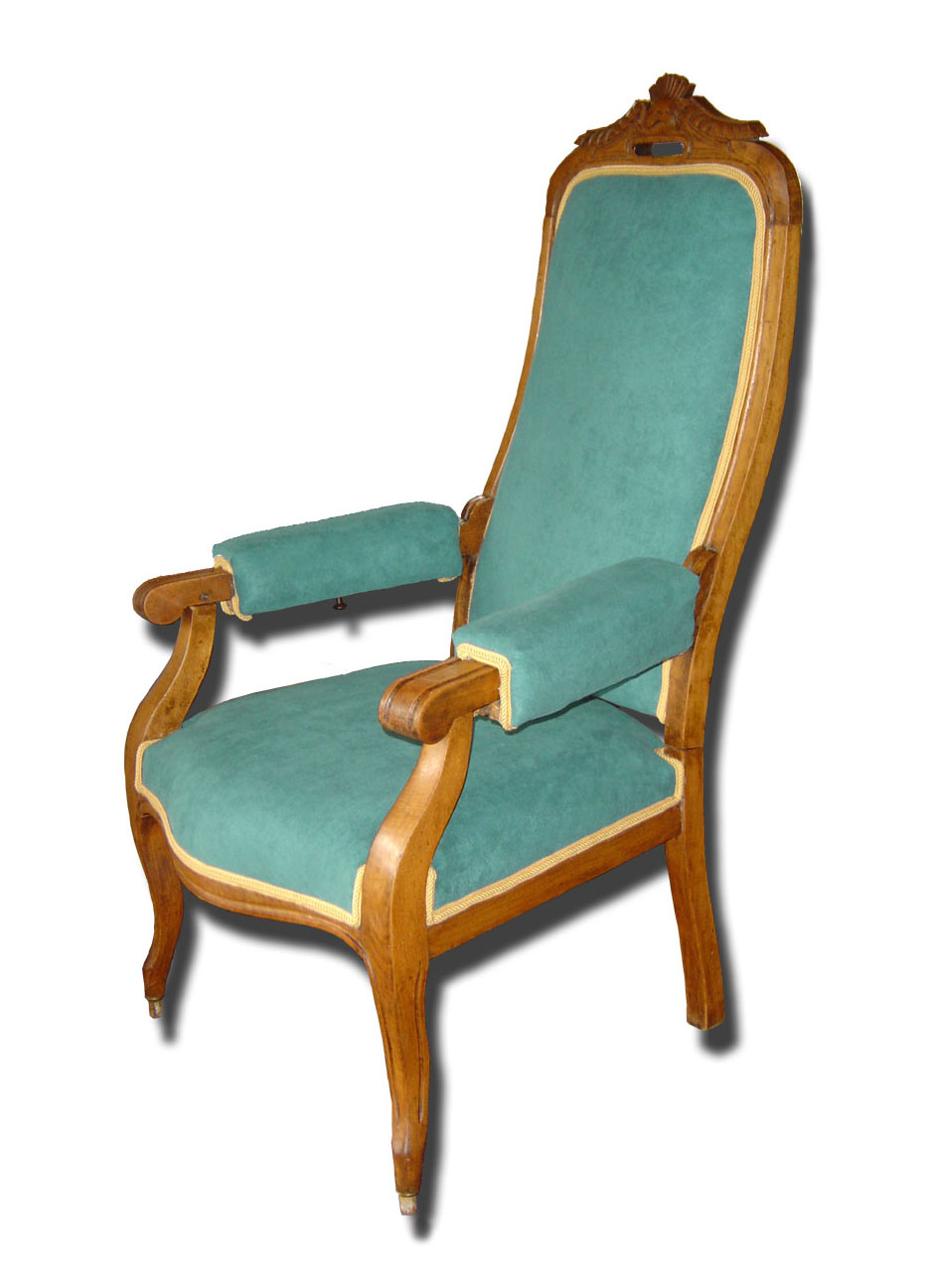
Accotoirs à manchettes rembourrées d'un fauteuil Voltaire.
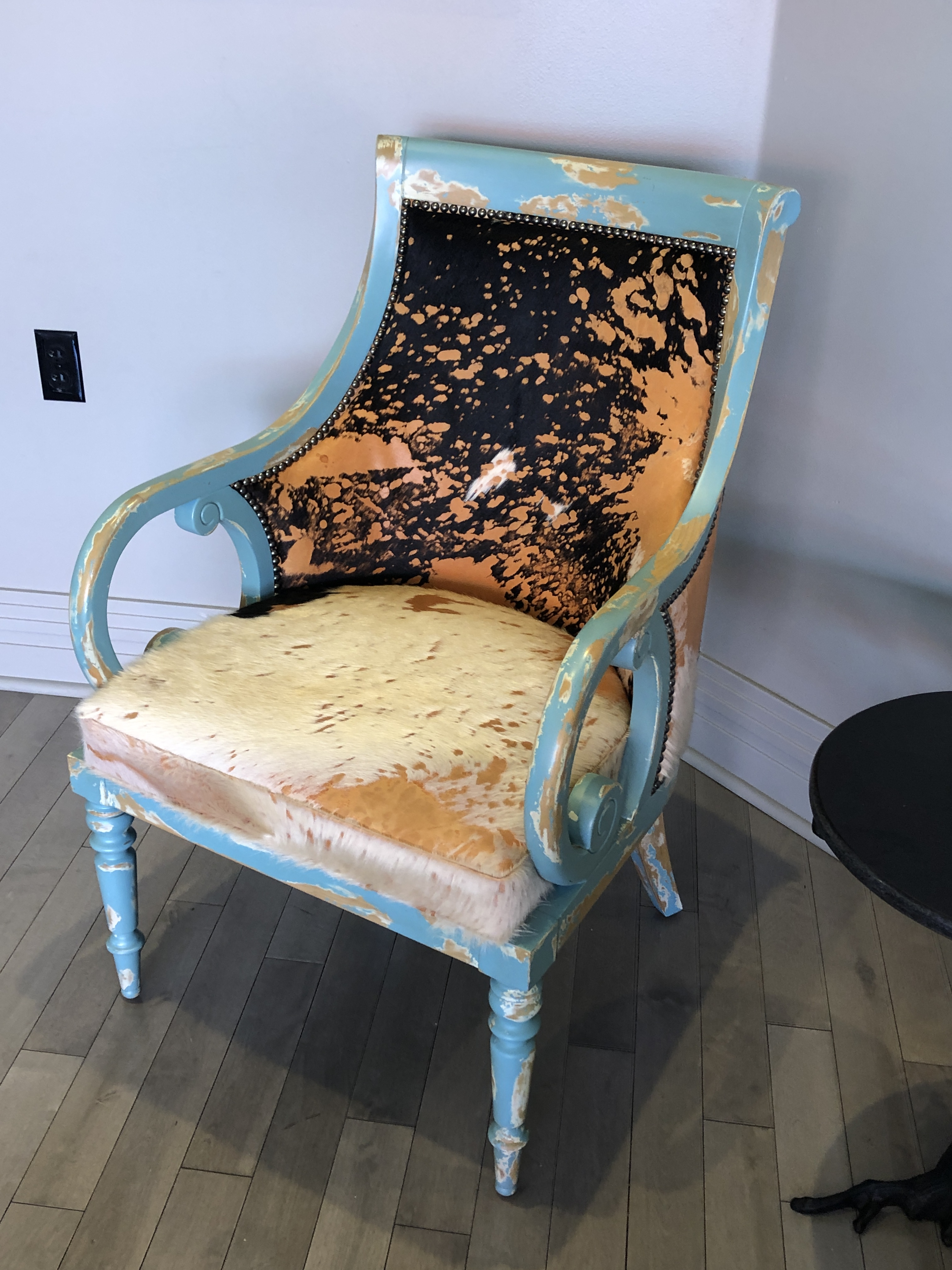
Accotoirs en crosse sur un fauteuil à dossier concave.
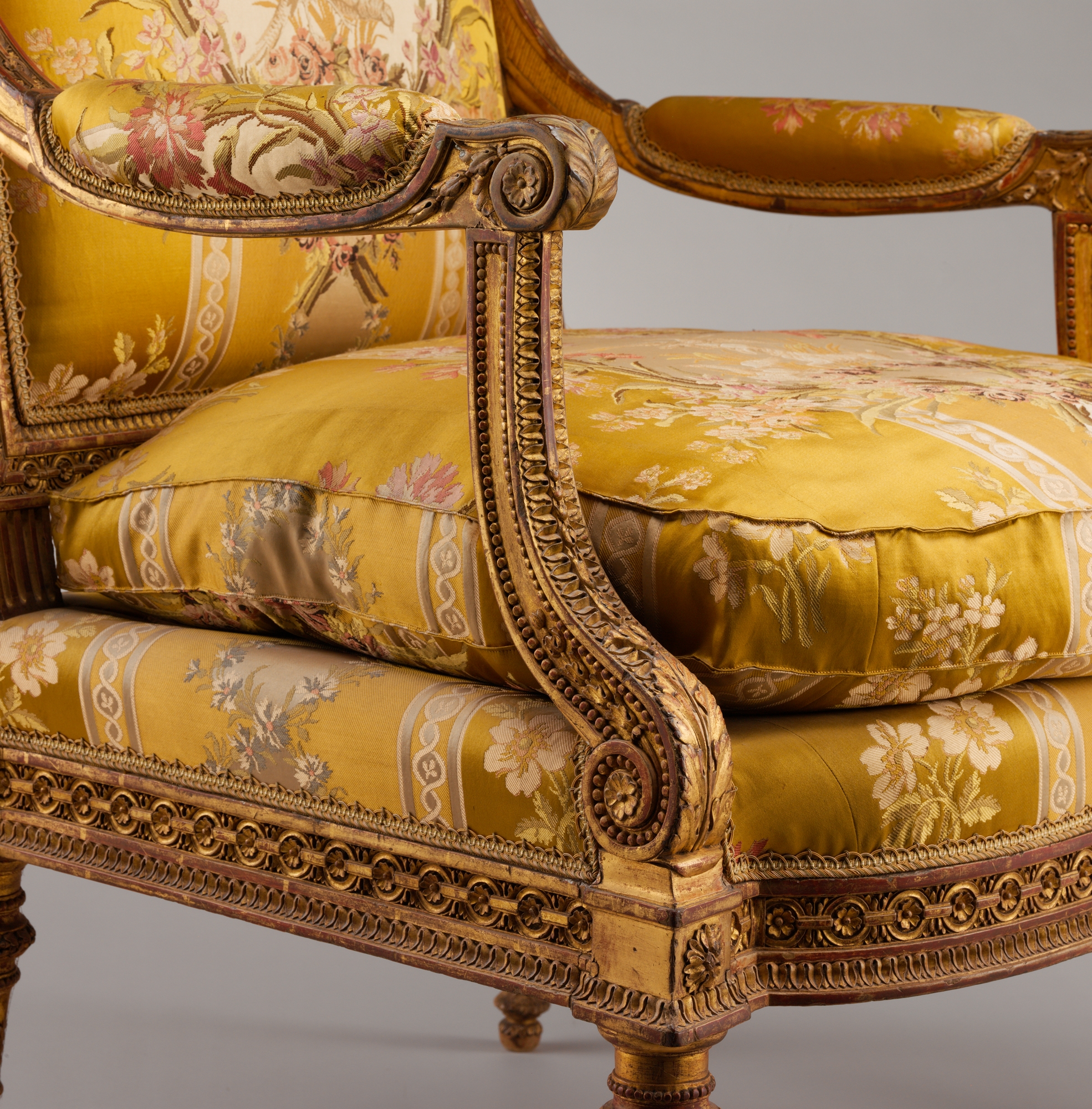
Accotoir sculpté garni d'une manchette sur un fauteuil de style Louis XVI, 1788.
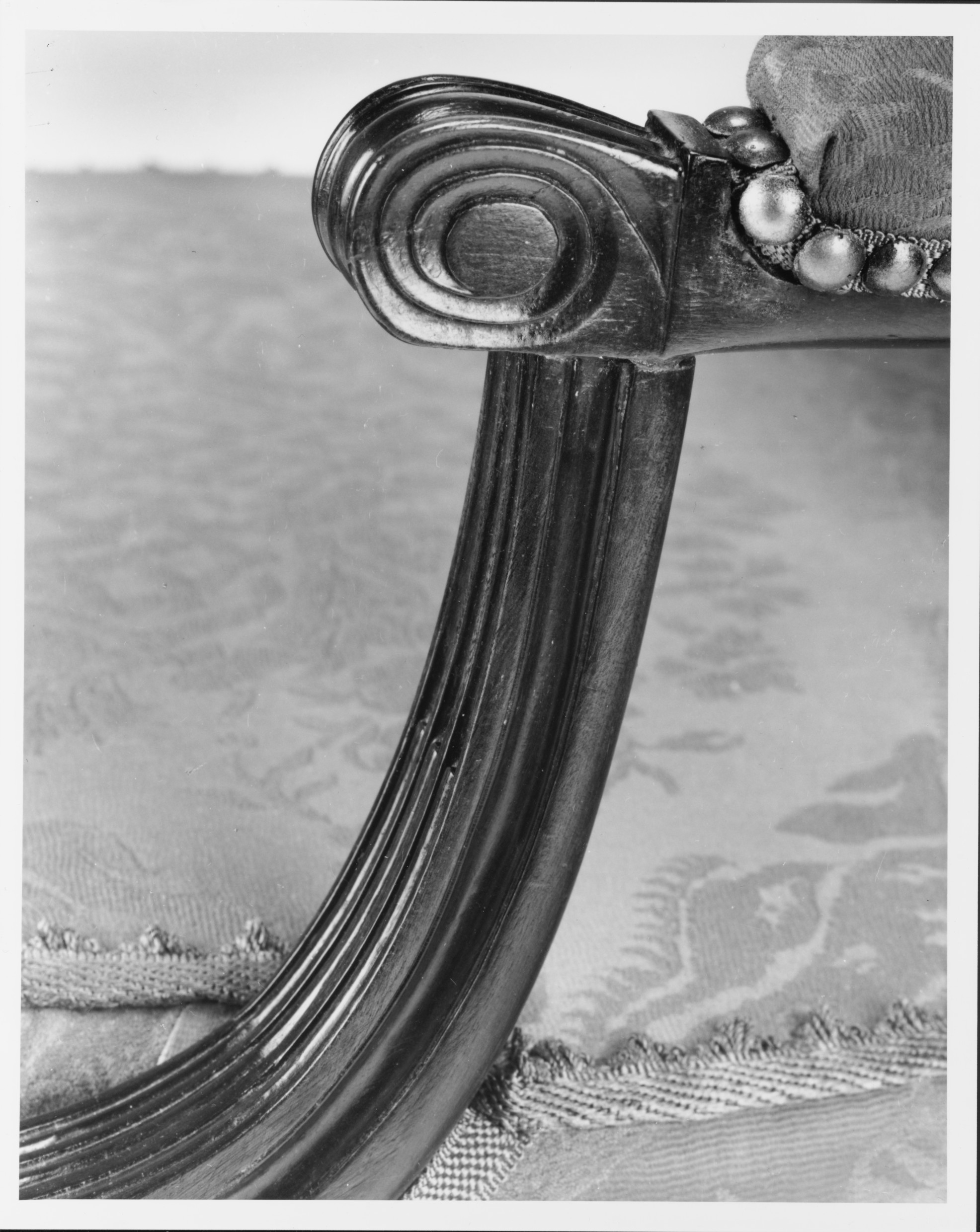
Détail de l'accotoir sculpté et de la fixation à clous de la manchette d'un fauteuil, 1792–97.
Sièges à accotoirs unilatéraux posés en rangs dans un auditorium.